# Nicella lanceolata
Nicella lanceolata is een zachte koraalsoort uit de familie Ellisellidae. De koraalsoort komt uit het geslacht Nicella. Nicella lanceolata werd in 2007 voor het eerst wetenschappelijk beschreven door Cairns. 